# Zahaccie (rejon żytkowicki)
Zahaccie (biał. Загацце; ros. Загатье, Zagatje) – wieś na Białorusi, w obwodzie homelskim, w rejonie żytkowickim, w sielsowiecie Ludzieniewicze.
Położona jest w obrębie Rezerwatu Krajobrazowego Środkowa Prypeć.